# Емишджан
Емишджан (азерб. Yemişcan) — село в Гаракендском сельском административно-территориальном округе Ходжавендского района Азербайджана.

## География
Село находится в составе Гаракендского сельского административно-территориального округа Ходжавендского района, при этом в состав этого сельского административно-территориального округа входит также и село Гаракенд, которое является центром этого сельского административно-территориального округа. Расположено на высоте 827 м. Близлежащие села — Хешан (в 4 км на северо-запад), Гаракенд (северо-восток), Агкенд (юг). Районный центр, город Ходжавенд, находится в 15 км на юго-востоке. Село расположено на территории бывшего Варандинского магала.

## История
В годы Великой Отечественной войны на фронт ушло 125 человек, из них погибло на войне 49 человек.
В советский период село Емишджан входило в состав Каракендского сельсовета Мартунинского района Нагорно-Карабахской автономной области (НКАО) Азербайджанской ССР.

### Емишджан вКарабахском конфликте
2 сентября 1991 года на совместной сессии Нагорно-Карабахского областного и Шаумяновского районного Советов народных депутатов была принята Декларация о провозглашении Нагорно-Карабахской Республики в границах Нагорно-Карабахской автономной области (НКАО) и сопредельного Шаумяновского района Азербайджанской ССР.
26 ноября 1991 года Верховный Совет Азербайджанский Республики принял Закон "Об упразднении Нагорно-Карабахской автономной области Азербайджанской Республики". В этом Законе было постановлено помимо упразднения Нагорно-Карабахской Автономной Области (НКАО), в том числе также и переименование Мартунинского района в Ходжаведский и включение района в число районов республиканского подчинения. В настоящее время село Емишджан входит в состав Гаракендского сельского административно-территориального округа Ходжавендского района Азербайджана.
С началом боевых действий все мужское население деревни ушло на войну. В 1988 г. повстанцами был образован отряд, командиром которого был назначен Вачаган Ованесян. Впоследствии отряд был преобразован в роту, затем в батальон. Бойцы из села принимали участие в боях в Агдамском, Мартунинском и других районах.  В ходе войны из сельчан погиб один человек — Вазген Абрамян. Властями непризнанной Нагорной-Карабахской Республики Лаврент Шуманян (танкист) был награждён орденом Боевого креста I степени, Вачаган Ованесян (командир батальона) награждён орденом Боевого креста II степени, Э. Абрамян медалью «За боевые заслуги».
В результате Карабахского конфликта, село в начале 1990-х годов попало под контроль непризнанной Нагорно-Карабахской Республики (НКР). Согласно административно-территориальному делению  непризнанной республики село находилось в составе Мартунинского района НКР и продолжало называться Емишчан (арм. Եմիշճան).
Согласно Трёхстороннему Заявлению в ночь с 9 по 10 ноября 2020 года, подписанному по итогам Второй карабахской войны, село перешло под контроль Российских миротворческих сил.

### Возвращение под контроль Азербайджана
В результате боевых действий произведённых Вооружёнными Силами Азербайджана в Карабахе 19-20 сентября 2023 года, село было возвращено под контроль Азербайджана.
18 декабря 2023 года пресс-служба Агентства по разминированию Азербайджанской Республики (АНАМА) сообщила об обнаружении взрывного устройства в школе села Емишджан Ходжавендского района. Уполномоченный по правам человека Азербайджанской Республики (Омбудсмен) Сабина Алиева, выступив с заявлением в связи с обнаружением этого взрывного устройства-ловушки в сельской школе, оценила это как террор направленный именно против гражданского населения, а также обвинила Армению в террористической политике в отношении азербайджанцев.

## Население
По состоянию на 1 января 1933 года в селе проживало 546 человек (120 хозяйств), все — армяне.
Согласно данным переписи населения, проведенной в непризнанной НКР в 2005 году, наличное население села Емишчан составляло 164 человека, а постоянное население — 194 человека, из них соответственно 80 и 94 мужчины и 84 и 100 женщин.

## Фотогалерея

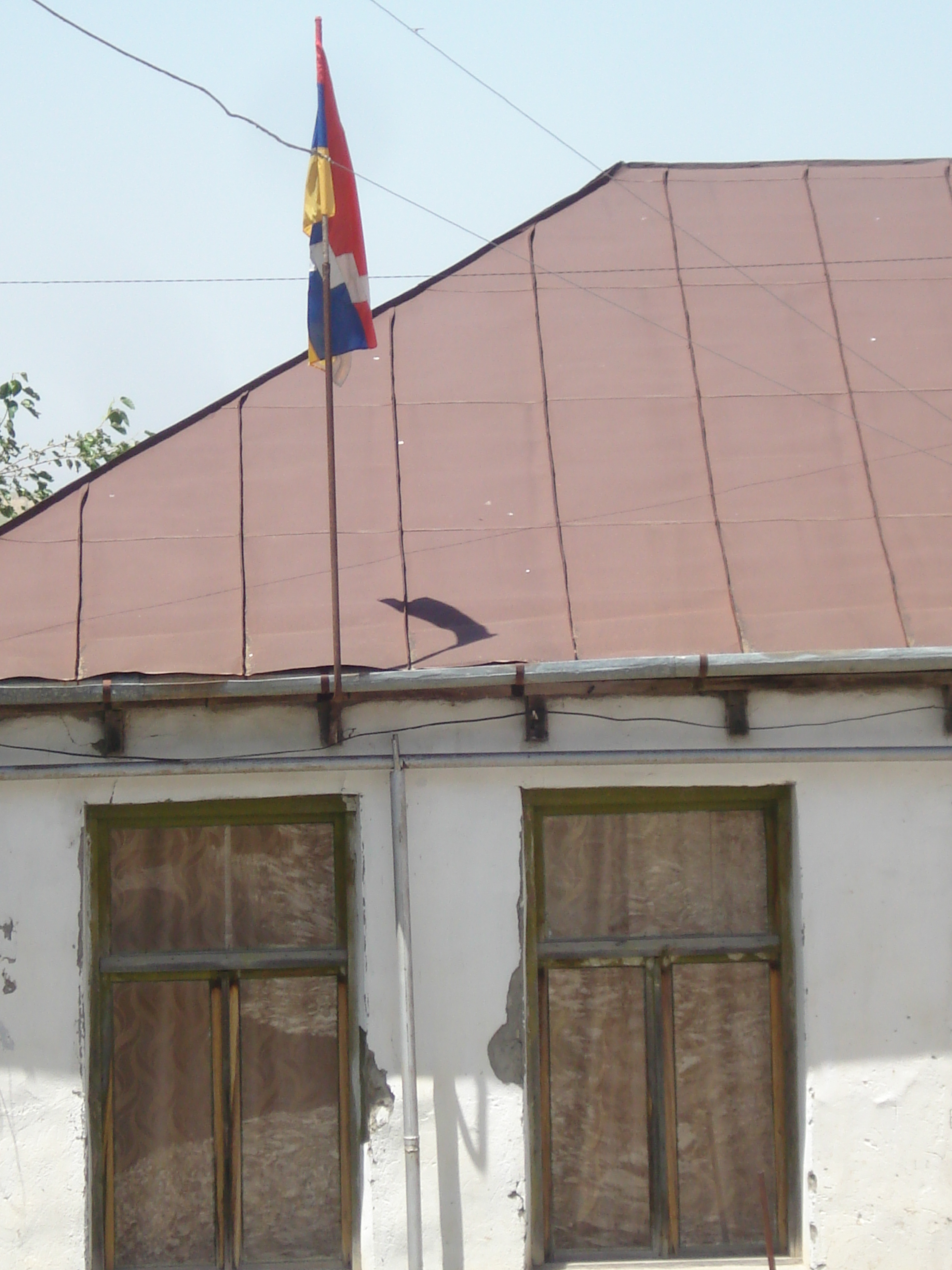
Здание бывшего сельсовета
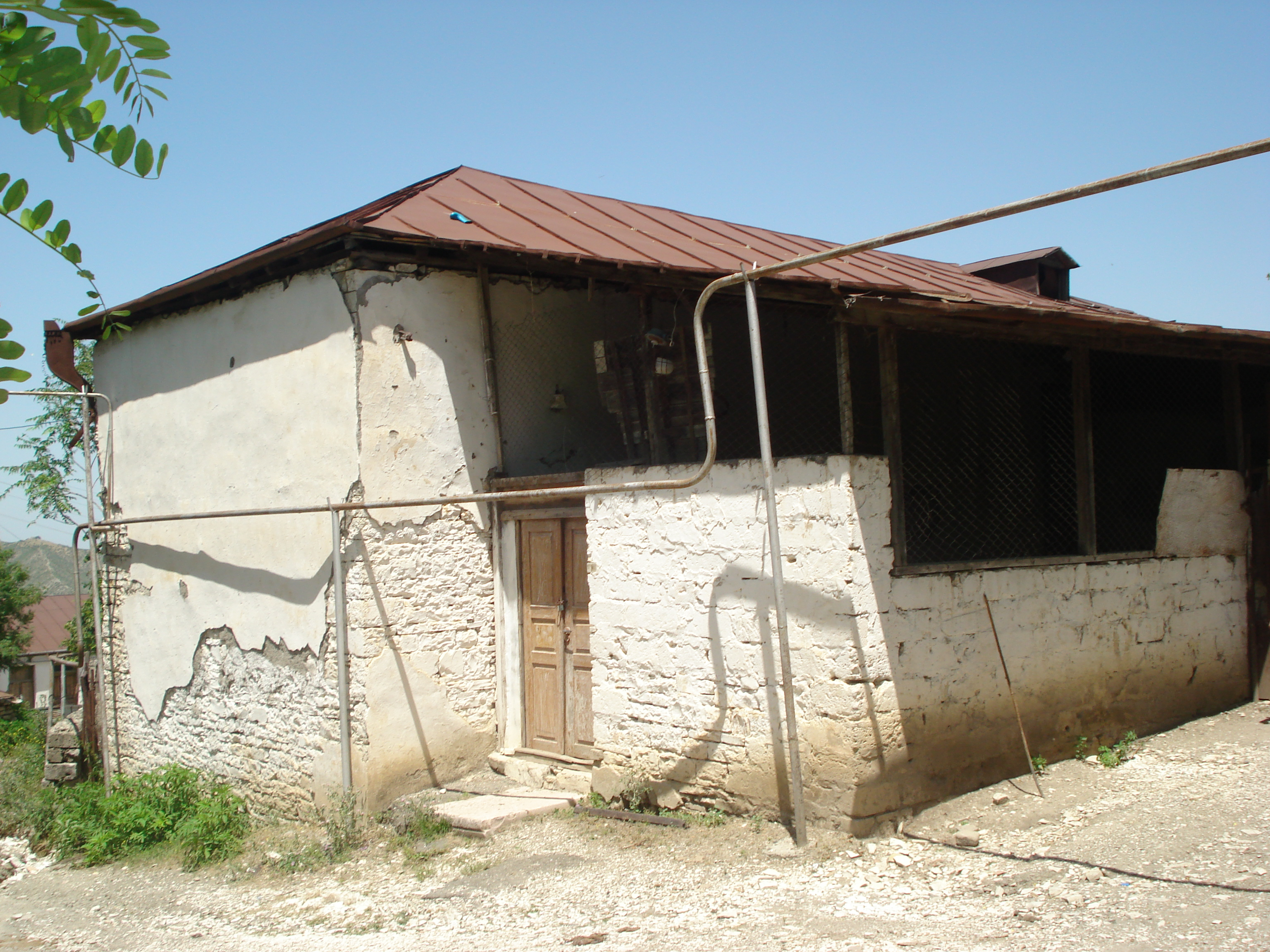
Старая школа
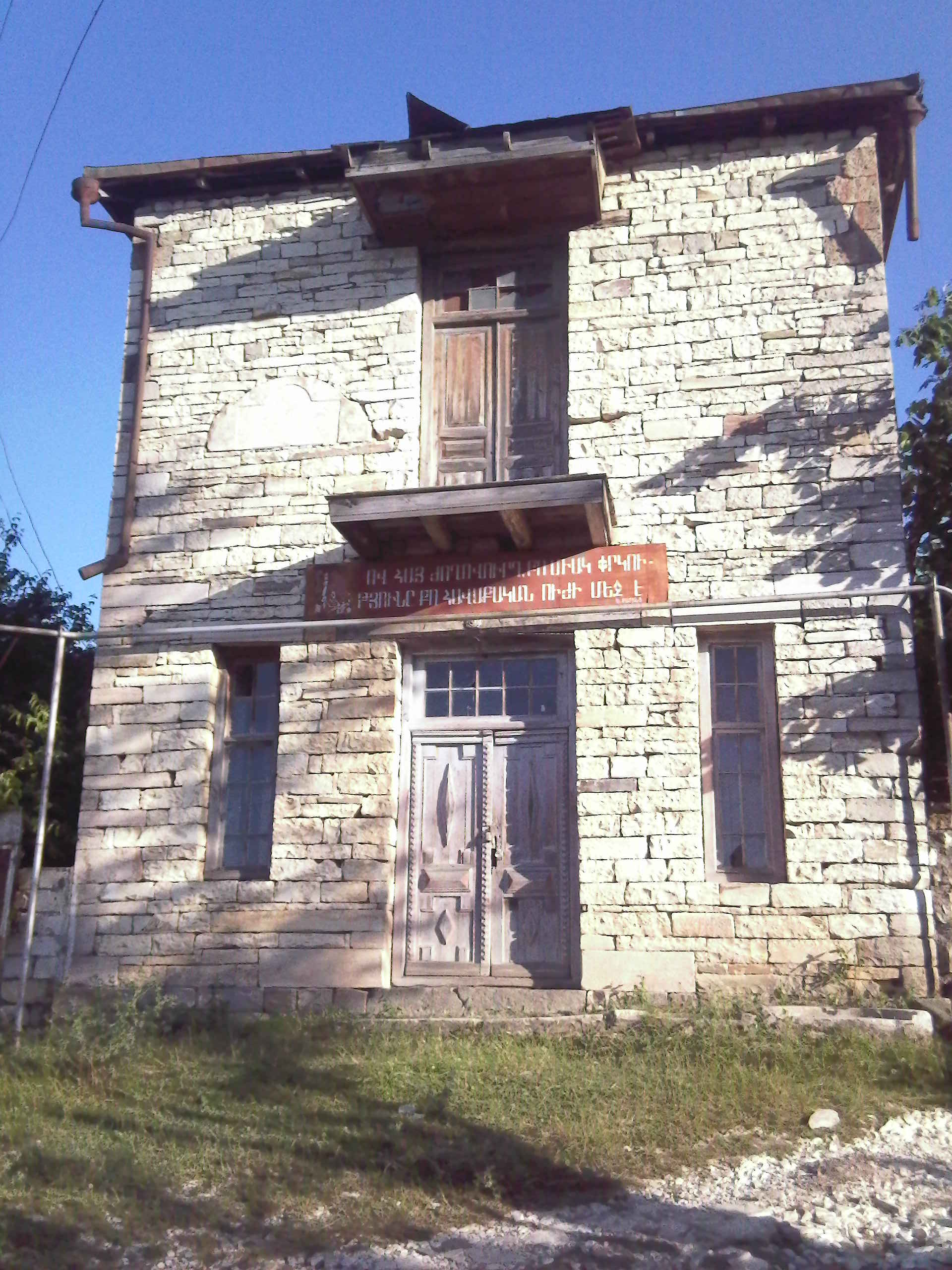
Клуб
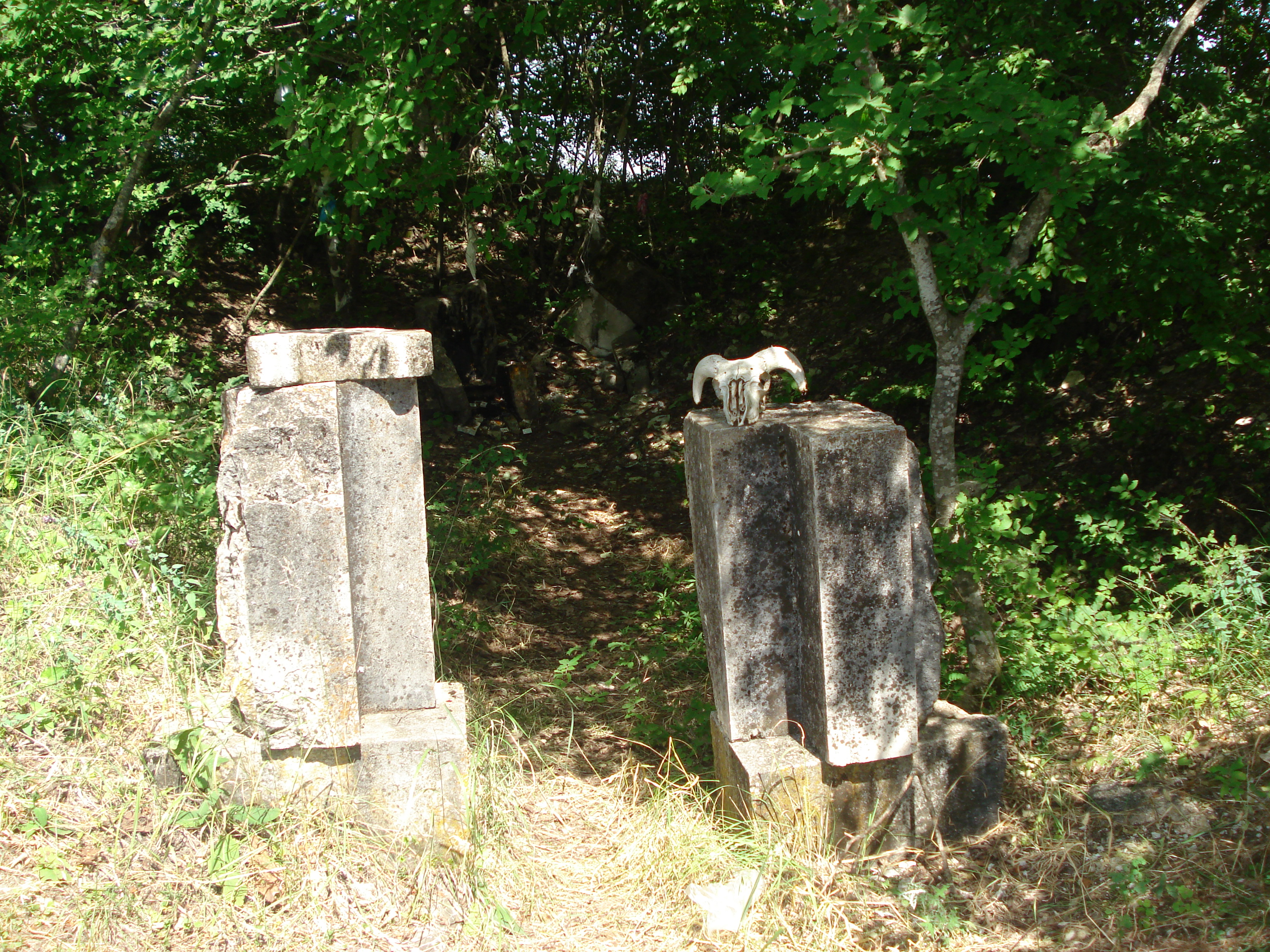
Сёрьп
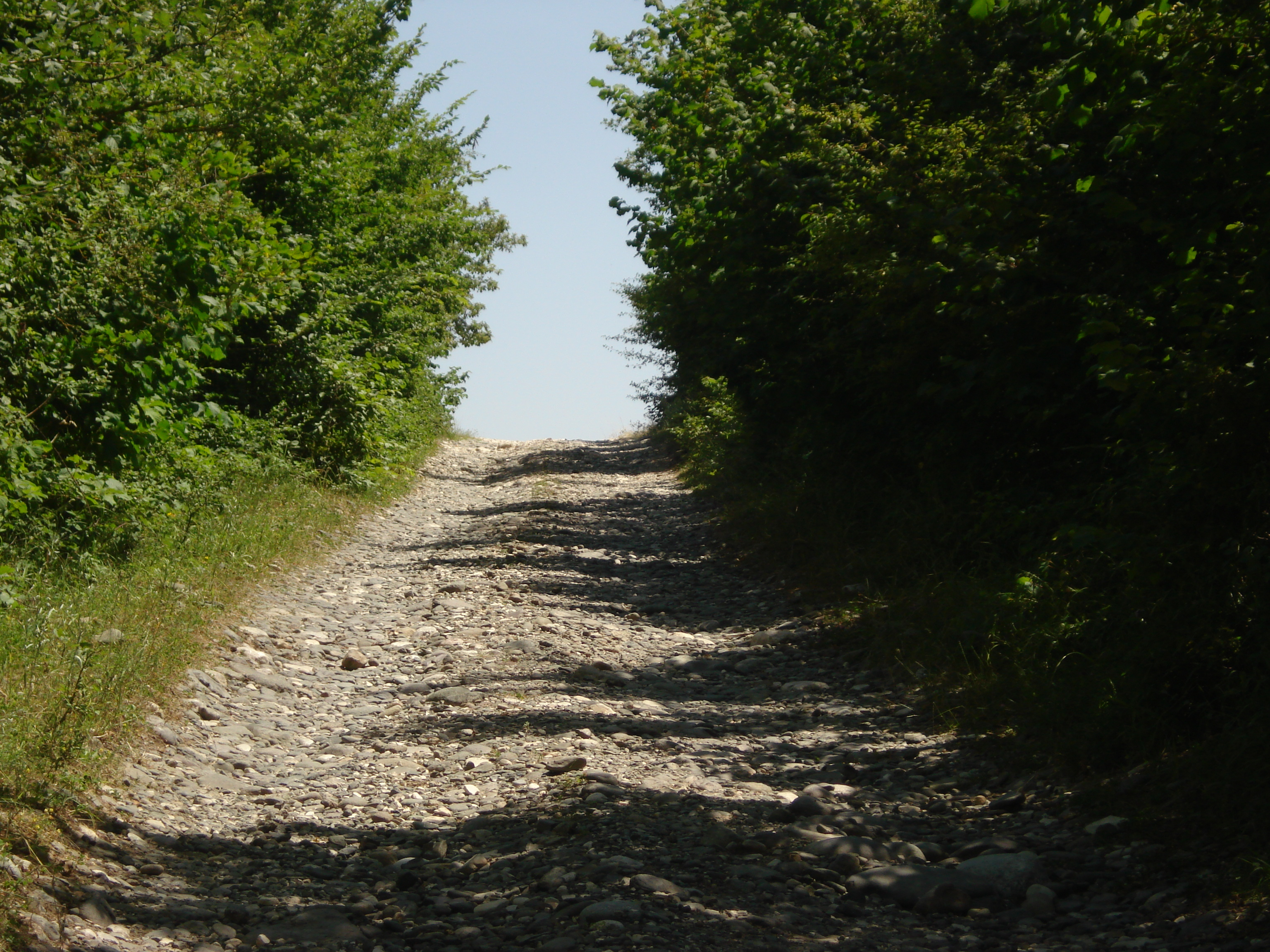
Дорога в Небо